# 백색판증
백색판증(leukoplakia)은 점막에 단단히 부착된 흰색 반점으로 암의 위험 증가와 관련이 있다. 일반적으로 병변은 갑작스럽게 나타나고, 시간에 따라 변한다. 시간이 지나서 빨간 딱지가 발생할 수 있다. 일반적으로 다른 증상은 없다. 때때로 위장관, 요로, 생식기 부분에 있는 점막이 영향을 받을 수 있지만 일반적으로 입 안에서 발생한다.
백색판증의 원인은 알려져 있지 않다. 구강 내부의 형성 위험 요인에는 흡연, 담배 씹기, 과도한 알코올이 원인이다. 또 다른 원인은 HIV / AIDS로 인해 발생할 수도 있다. 백색판증은 암이 발병할 가능성이 높은 전암성 병변이다. 암 형성의 가능성은 유형에 따라 다르며, 국소성 백색판증의 3~15%와 증식성 백색판증의 70~100%가 편평 상피 세포암으로 발전한다.